# Korps Feldt
Het Korps Feldt (Duits: Generalkommando Feldt) was een Duits legerkorps van de Wehrmacht tijdens de Tweede Wereldoorlog, genoemd naar zijn commandant, General der Kavallerie Kurt Feldt. Het korps kwam in actie rond Nijmegen en in het Rijnland in 1944/45. 

## Krijgsgeschiedenis

### Oprichting
Het Korps Feldt werd opgericht op 4 september 1944 uit het stellvertretenden Generalkommando des Wehrkreises V in Münster.

### Inzet
Het korps zette meteen na zijn ontstaan een geïmproviseerde verdediging op langs de Duitse grens met Divisie z.b.V. 406 tussen Münster en Keulen en Divisie Räßler tussen Keulen en Trier. Na de lancering van Operatie Market Garden kwam het korps vrijwel meteen in actie bij Nijmegen en Groesbeek tegen de 82e Amerikaanse Luchtlandingsdivisie. In de maanden daarop was het korps in actie in het Rijnland. Op 23 oktober beschikte het korps over de Divisie Schmidt en de Divisie Räßler.
Vanaf 5 februari 1945 werd de General Feldt opgenomen als General z.b.V. in de staf van Wehrmachtsbefehlshaber Dänemark. Echter, op 1 maart staat nog steeds Kdo. Feldt genoemd in de Schemat.Kriegsgliederungen onder het 1e Parachutistenleger.
De Korpsstaf Feldt werd op 20 april nog omgevormd in Korps Südjütland (Generalkommando Südjütland). Dit korps capituleerde op 5 mei 1945 in Zuid-Jutland.

## Bovenliggende bevelslagen
| Leger               | Legergroep     | Plaats/regio | Begin             | Eind              |
| ------------------- | -------------- | ------------ | ----------------- | ----------------- |
| direct onder bevel  | Wehrkreis V    | Nederrijn    | 4 september 1944  | 22 september 1944 |
| 1. Fallschirm-Armee | Heeresgruppe H | Nederrijn    | 23 september 1944 | 12 november 1944  |
| 1. Fallschirm-Armee | Heeresgruppe H | Nederrijn    | 12 november 1944  | maart 1945        |

## Commandant
| Rang                   | Naam       | Begin            | Eind       |
| ---------------------- | ---------- | ---------------- | ---------- |
| General der Kavallerie | Kurt Feldt | 4 september 1944 | 5 mei 1945 |